# J-Music Live

Logo de J-Music Live

J-Music Live était une société d'organisation de spectacles vivants (concerts, tournées européennes) créée en 2007 et ayant cessée son activité en 2009. Elle était spécialisée dans la promotion d'artistes japonais venus de divers horizons musicaux (rock japonais, j-pop, visual kei, jazz, hip-hop, electro, etc.).

## Historique
La société J-Music Live est née en juin 2007, lors de la préparation du premier concert du groupe Dio - Distraught Overlord en France à l'occasion de la Japan Expo (juillet 2007 - Villepinte). J-Music Live s'inscrit dans la continuité de J-Music Distribution (label distributeur), créée par Damien Marronneau et Xavier Norindr en 2005. Un site de vente est également disponible (J-Music Store).
J-Music Live a depuis son lancement organisé de nombreux concerts et tournées d'artistes japonais, grâce à ses partenariats avec des labels et maisons de disques japonais.
J-Music Live et JMD n'existent plus depuis 2009.

## Concerts et tournées européennes
- 2008
  - Dio - Distraught Overlord : le 29 novembre au Trabendo
  - Représentation de Kyogen par la famille Shigeyama : le 11 septembre à l'Espace Pierre Cardin (dans le cadre du 150e anniversaire des relations diplomatiques France-Japon)
  - Kagrra, : le 24 août à La Loco
  - Miyavi : le 6 juillet à l'Olympia
  - Betta Flash : le 4 juillet à l'occasion de la Japan Expo
  - Lost Color People : le 4 juillet à l'occasion de la Japan Expo
  - J-Music Festival : le 31 mai à Lyon – CCO de Villeurbanne (avec AtOmsk, Yaneka, Closer, Lamia Cross et Mochi H)
  - Ayabie :  le 29 mai à La Loco
  - Yaneka : le 16 avril au Divan du monde et le 17 avril au Show Case de la Fnac d'Anger
  - Versailles  et Matenrou Opera : le 6 avril à La Loco
  - Dio - Distraught Overlord : tournée du 24 février au 16 mars
  - Pistol Valve : tournée du 15 au 23 février
- 2007
  - Plastic Tree : le 4 novembre à la Maroquinerie et session de dédicaces lors de la Chibi Japan Expo
  - The GazettE : le 26 octobre au Bataclan et séance de dédicaces au Manga Café.
  - Dio - Distraught Overlord : le 8 juillet lors de la Japan Expo et séance de dédicaces.

## Myspace
J-Music Live a mis en place son Myspace 
Myspace est un support de communication qui devient de plus en plus indispensable aux activités liées 
à l'événementiel. En effet, cet outil multimédia permet une interaction plus grande et une communication directe avec les fans.

## Partenariats labels
- R:ID - Rock Identity
- LCP records
- CLJ records
- Soundlicious
- Rightsscale
- Sherow Artist Company
- PS Company

## Partenariats médias

### Presse
- Jipango : journal de l'association parisienne pour la promotion de la culture japonaise
- Planète Japon : magazine trimestriel consacré à la culture japonaise
- Japan Vibes : mensuel consacré à l'animation japonaise, au manga, et à la culture japonaise
- Coyote mag : culture asiatique en France (manga, animation, cinéma)
- Asia Magazine : économie, société et culture asiatiques.

### Web
- Orient-Extrême
- JaME
- Asia-Tik.com

### Télévision
- Nolife : chaine de télévision consacrée à la culture pop japonaise et à la musique

### Radio
- Le Mouv'

## Partenariats conventions / Salon
- Fan festival de Cannes
- Japan Addict à Strasbourg
- Japan Expo

### Site Internet
- (fr + en) J-Music Live (Le site n'existe plus)

### Autres activités de J-Music Entertainement
- (fr + en) (de) J-Music Distribution (Le site n'existe plus)
- (fr + en) J-Music Store (Le site n'existe plus)